# Kaspar von Güntersberg
Kaspar  von Güntersberg († 1474) war in den Jahren 1471 bis 1474 Herrenmeister der Balley Brandenburg des Johanniterordens auf der Sonnenburg.

## Leben
Kaspar von Güntersberg war ein früher Angehöriger des Adelsgeschlechts der von Güntersberg. Im Gegensatz zu seinem Vorgänger und Verwandtem Reimar von Güntersberg war er Priester und stand zum Zeitpunkt seiner Berufung als Komtur der Kommende Wildenbruch vor. 1460 befreite ihn der Herrenmeister Liborius von Schlieben von Handdiensten in der Erntezeit. Ebenfalls als dortiger Komtur trat er 1464 als Zeuge für Herzog Otto von Pommern-Stettin auf, als dieser seinen Landständen Zusicherungen macht. 1467, bei der Anerkennung des Bischofs von Schwerin über den zwischen Brandenburg und Pommern geschlossenen Friedensvertrag, trat er erneut als Zeuge auf. 1469 war er zugegen als Friedrich II. dem Kloster Himmelpfort seine Rechte bestätigt.
Nach dem Ableben des Herrenmeisters Liborius von Schlieben wurde er nach Streitigkeiten im Orden um die Neubesetzung schließlich berufen. Seine Bestätigung aus Heitersheim nahm jedoch ganze zwei Jahre in Anspruch. Dabei ging es wie schon vor seiner Wahl um Macht und Geld, der Orden stellte sich der Nachwelt in dieser Zeit nicht eben in seinem besten Lichte dar. Es ist auch ungewiss ob, wenn auch wahrscheinlich, dass Güntersberg sich letztlich dem deutschen Großprior beugte. Für seine Amtszeit wurden Zahlungen in Höhe von 1296 Gulden Responsionsgelder an den Orden aus seinem Hause genannt.
1472 nahm er bei der Übertragung der Veröffentlichung einer päpstlichen Bulle durch den Bischof von Lebus an die Pröpste von Havelberg und Salzwedel teil. 1473 wurde er in einem kaiserlichen Gerichtsbeschluss aus Augsburg für Kurfürst Albrecht an zweiter Stelle, gleich nach dem Bischof von Havelberg als Herr Jasper Gunttersperg Magister sand Johanns Orden genannt. In seinem letzten Amtsjahr erhielt er vom pommerschen Herzog Erich II. einen Eigentumsbrief über den Gutskomplex Pansin, zusätzlich erwarb er noch im selben Jahr für sein Haus von Friedlein von Schlichting das halbe Dorf Topper. Sein Nachfolger wurde Richard von der Schulenburg der wie er selbst einst, bis dahin
Kommendator zu Wildenbruch war.